# 946
946 (CMXLVI) fue un año común comenzado en jueves del calendario juliano, en vigor en aquella fecha.

## Acontecimientos
- Agapito II sucede a Marino II como papa.

## Nacimientos
- Borrell II, conde de Barcelona.

## Fallecimientos
- 26 de mayo - Edmundo I el Magnífico, rey de Inglaterra.